# Bataille de Podol
Guerre austro-prussienne
Batailles
- front austro-prussien

- Hühnerwasser
- Podol
- Trautenau
- Nachod
- Langensalza
- Oswiecim
- Münchengrätz
- Soor
- Skalitz
- Gitschin
- Königinhof
- Schweinschædel
- Sadowa (Königgrätz)
- Dermbach
- Kissingen
- Aschaffenbourg
- Hundheim
- Blumenau
- Tauberbischofsheim
- Werbach
- Helmstadt/Uettingen
- Gerchsheim
- Uettingen/Roßbrunn/Hettstadt

- front austro-italien

- Custoza
- Val Vestino
- Cimego
- Pieve di Ledro
- Monte Nota
- Monte Suello
- Lissa
- Bezzecca
- Primolano
- Borgo
- Cimego
- Levico
- Versa

Podol en Bohême fut, les 26-27 juin 1866, le théâtre d'une bataille de la guerre austro-prussienne. Les Prussiens parvinrent à regrouper leurs forces tout en forçant le passage de l’Iser.

## Contexte
Après que la 1re armée prussienne, forte de 97 000 hommes, eût marché sous les ordres du Prince Frédéric-Charles depuis Görlitz jusqu'à la frontière de la Bohême en traversant la Saxe, elle pivota le 23 juin pour converger en longues colonnes comme l’armée de l'Elbe sur Seidenberg et Zittau en Bohême même, sans rencontrer de résistance.

## Déroulement de la bataille
L'armée du Nord autrichienne s'était repliée devant la percée de la Ire armée prussienne : le chef d'État-Major autrichien, Ludwig von Benedek, cherchait la meilleure position défensive. Celle-ci paraissait être l'Iser, surtout autour de Podol, où un pont de pierre permettrait le repli éventuel de l'armée.
Le commandement des forces autrichiennes était aux mains du commandant du Ier Corps d'Armée, Eduard Clam-Gallas. Il ne disposait pas de forces suffisantes pour parer à toutes les possibilités de percée de l'ennemi. Pour la seule défense de Podol, il ne pouvait compter que sur deux compagnies à l'effectif incomplet. Le gros des troupes de Clam-Gallas, fort de 33 000 hommes, ne sachant ni où se trouvaient les Prussiens, ni à quel endroit ils tenteraient de passer la rivière, se replia loin en arrière de la vallée.
La 8e division du général prussien von Horn attaqua Podol dans l'après-midi du 26 juin. Le commandant Bergou, chef de la « Brigade de Fer » (Eiserne Brigade) ramena promptement une partie de ses troupes vers Podol ; entretemps, toutefois, l'infanterie prussienne avait trouvé un passage à gué à quelque distance de la ville, à Turnau, et entreprit de passer la rivière. Lorsque l'infanterie prussienne arriva, l'avant-garde de la 15e brigade prussienne du général Julius von Bose avait presque entièrement occupé Podol.
Dans la fusillade qui s'ensuivit, l'infanterie prussienne perdit d'abord beaucoup d'hommes car le fusil autrichien Lorenz avait une portée supérieure au fusil Dreyse. Lorsqu'enfin l’ennemi reflua, les officiers autrichiens formèrent leurs troupes en colonnes pour les poursuivre : les colonnes d’assaut autrichiennes avaient adopté une formation serrée unique en Europe. Mais la cadence de tir élevée du fusil Dreyse prussien eut raison des poursuivants, qui à leur tour essuyèrent des pertes très élevées.
Les colonnes autrichiennes continuèrent de charger jusqu'à la nuit tombée, et l'on méditait déjà un nouveau plan de contre-attaque ; mais l'obscurité et la force de feu des Prussiens interdisaient aux commandants autrichiens toute action décisive sur la tête de pont ennemie : ils se résignèrent finalement à décrocher vers le sud.
Le lendemain, la 1re armée parvint à faire sa jonction avec l’armée de l’Elbe, qui sortait vainqueur de la bataille de Hühnerwasser. Le lendemain 28 juin, ces deux armées réunies s'illustreront à la bataille de Münchengrätz.